# Black Adam (film)
Pour les articles homonymes, voir Black Adam.
Série DC Extended Universe
The Suicide Squad
(2021) Shazam! La Rage des Dieux
(2023)
Pour plus de détails, voir Fiche technique et Distribution.
Black Adam est un film américain réalisé par Jaume Collet-Serra et sorti en 2022.
Onzième film du DC Extended Universe, il met en scène le personnage du même nom créé en 1945 par Otto Binder et C. C. Beck, et pensé comme une version maléfique du super-héros Shazam.
Le film débute près de 5 000 ans après avoir été doté des pouvoirs tout puissants des dieux égyptiens – et emprisonné très rapidement après – Teth-Adam est libéré de sa prison terrestre. Son ancien royaume, Kahndaq, est désormais contrôlé par des mercenaires d'Intergang qui exploitent les ressources locales et imposent une dictature aux habitants. Teth-Adam fait la connaissance d'Adrianna Tomaz et de son jeune fils qui le considère comme un héros. Ce n'est pas l'avis de la Justice Society, menée par Carter Hall / Hawkman, qui voit en lui une menace.

## Synopsis
Bien avant la Rome antique, avant l'Égypte antique et avant Babylone, il y avait le Kahndaq, la première nation démocratique. Pendant des siècles, le Kahndaq prospéra. C'est alors qu'en 2600 av. J.-C., survint le roi Ahk-Ton. Il s'empara du pouvoir par la force et régna en tyran. Mais ses véritables intentions étaient plus sombres. Obsédé par la magie noire, Ahk-Ton n'avait qu'un seul but : forger la Couronne de Sabbac, qui une fois imprégnée des pouvoirs des six démons (Satan, Aym, Bélial, Belzébuth, Asmodée et Crateis) de l'Ancien monde (également nommé le Rocher de la Finalité), rendrait Ahk-Ton invincible. Pour forger la Couronne, il lui fallait de l'éternium. Un minerai aux propriétés magiques, uniquement présent dans le sol du Kahndaq. Son peuple se retrouva ainsi réduit en esclavage. Condamné à travailler dans des mines. Alors qu'un jeune esclave devait être exécuté pour avoir tenté d'organiser une révolte contre le roi Ahk-Ton, il fut sauvé in extremis par le Conseil des Sorciers, dont la magie protège la Terre. Les sept sorciers voulurent rétablir l'équilibre des forces. Ils dotèrent le garçon des pouvoirs des dieux antiques : en disant le mot « SHAZAM », (en réalité les initiales des figures mythologiques dont il récupère alors les capacités : l'endurance de Shou, la rapidité d'Héru, la force d'Amon, la sagesse de Zéhuti, la puissance d'Aton et le courage de Méhen) il devint un champion dans un corps d'adulte. Mais la Couronne de Sabbac était déjà forgée et quand le Champion entra au palais pour l'affronter, Ahk-Ton invoqua le pouvoir démoniaque de la Couronne. Au cours du combat qui suivit, le palais fut détruit, mais le Champion fut victorieux. Les Sorciers dissimulèrent la Couronne pour qu'elle ne tombe jamais entre les mains des hommes. Plus personne n'entendit parler du Champion.
En 2021, le Kahndaq est occupé depuis vingt-sept ans par une organisation de mercenaires internationaux appelée Intergang. Cette organisation n'est que la dernière d'une longue série d'envahisseurs venus piller l'éternium. En effet, personne n'est jamais intervenu pour aider le Kahndaq. Adrianna Tomaz, archéologue, qui est recherchée par Intergang, tente de localiser la Couronne de Sabbac avec l'aide de son frère Karim et de leurs collègues Samir et Ishmael. Elle veut empêcher Intergang de s'emparer de la Couronne et la mettre en sécurité. Adrianna, Samir et Ishmael se rendent à l'intérieur d'une montagne pendant que Karim les attend dans son van. Alors qu'ils sont à l'intérieur, Adrianna constate qu'Ishmael a disparu et envoie Samir partir à sa recherche. À l'extérieur, Karim est sous le choc lorsqu'il voit Samir tomber au pied de la montagne. Voulant voir s'il est toujours vivant, il est pris par des hommes d'Intergang. Dans la montagne, Ishmael surprend Adrianna par-derrière. Ils continuent leur chemin et découvrent au sol une inscription qui indique qu'il s'agit du tombeau d'un certain Teth-Adam, l'esclave qui est devenu le Champion du peuple du Kahndaq et qui a triomphé du roi Ahk-Ton. Ils finissent par découvrir la Couronne de Sabbac. Adrianna s'en empare, mais ils sont cernés par Intergang qui menace de tuer Karim, forçant Adrianna à leur remettre la Couronne. Agenouillée juste au-dessus du tombeau, elle lit une incantation et prononce « SHAZAM », ce qui libère Teth-Adam, qui élimine les hommes d'Intergang en les foudroyant. Profitant de la confusion, Adrianna récupère la Couronne et s'enfuit avec son frère. Teth-Adam sort de la montagne en volant, fait face aux renforts d'Intergang et les élimine sans problème. C'est alors qu'il tombe sur Adrianna et Karim dans le van. Un homme d'Intergang qui était encore en vie lança une roquette sur Teth-Adam, qu'il arrêta net. Mais la roquette contient de l'éternium. Il élimine le survivant, mais lorsqu'il s'envole, il retombe au sol, blessé. Au même moment, Ishmael se révèle être un des chefs d'Intergang.
Les médias annoncent l'attaque d'un individu non identifié contre Intergang au Kahndaq. Cette annonce est visionnée par Carter Hall alias Hawkman, qui pense qu'il s'agit de Teth-Adam. Il est ensuite contacté par Amanda Waller, qui lui demande ce qu'il pense de cette situation. Carter pense que cet homme est incontrôlable et qu'il faut le neutraliser au plus vite avant qu'il ne blesse des innocents. Waller lui demande d'intervenir avant qu'il s'adapte à l'époque actuelle. Carter rassemble une équipe constituée de Maxine Hunkel alias Cyclone, d'Al Rothstein alias Atom Smasher (le neveu du premier Atom Smasher) et de Kent Nelson alias Doctor Fate. Ce dernier a une prémonition de la mort future de Hawkman. Ils arrivent tous dans la propriété de Hawkman, à St. Roch, en Louisiane. Ils s'avèrent être les membres de la Justice Society. Peu de temps après la naissance de la Justice League, sous la supervision de Waller, Hawkman fonda la Justice Society, dont la mission est de protéger la stabilité mondiale. Le Doctor Fate et le premier Atom Smasher sont de vieilles connaissances de Hawkman. Tous les trois vivaient dans l'anonymat, comme la plupart des méta-humains jusqu'à l'annonce du retour de Superman. L'équipe monte à bord du Hawk Cruiser (le vaisseau de la Justice Society) et part en direction du Kahndaq.
Pendant ce temps, au Kahndaq, Teth-Adam se réveille chez Adrianna et apprend par Amon, le fils d'Adrianna, que cinq mille ans se sont écoulés. Adrianna lit une inscription à l'intérieur du cercle de la Couronne de Sabbac. Il est écrit que la vie est la seule voie qui mène à la mort. Amon demande à Teth-Adam de libérer le Kahndaq de son occupation par Intergang. Adrianna l'incite elle aussi à libérer le Kahndaq. Mais il part à l'extérieur et contemple une statue géante à son effigie. Au même moment, la Justice Society pénètre dans l'espace aérien du Kahndaq. Amon tente de faire revenir Teth-Adam, mais lui et sa mère se font arrêter par des hommes d'Intergang. C'est alors que Teth-Adam intervient et massacre la plupart d'entre eux. Tandis qu'il emmène deux hommes d'Intergang dans les airs, le Hawk Cruiser apparaît devant lui. Il jette les deux hommes du ciel pour les occuper. Hawkman sauve les deux hommes, mais ils sont éliminés par Teth-Adam. N'ayant pas sa place parmi les humains, le Doctor Fate demande à Teth-Adam de s'incliner ou mourir. Mais étant un dieu, il refuse de s'incliner et se met à combattre un à un les membres de la Justice Society. Au cours du combat, Fate découvre qu'Adrianna détient la Couronne de Sabbac. Après avoir ridiculisé la Justice Society, les habitants du Kahndaq acclament le Champion. Il se rend aux ruines du palais du roi Ahk-Ton. Hawkman révèle à Adrianna que, d'après des textes anciens demeurés secrets depuis des siècles (auxquels la Justice Society a accès), dans sa rage Teth-Adam a failli détruire le Kahndaq. Adrianna et la Justice Society se rendent au palais. Adrianna discute seule avec Teth-Adam. Elle lui dit que selon la Justice Society, la chose qui l'animait n'était pas une quête de justice mais une soif de vengeance. Sa colère était telle qu'elle a décuplé ses pouvoirs jusqu'à ce qu'ils deviennent incontrôlables (cet acte a libéré les Sept Péchés Capitaux dans le monde). Par la suite, le Conseil des Sorciers n'eut d'autre choix que de déclarer Teth-Adam indigne des dons qu'il lui avait accordés. Il les a tous attaqués et tués, à l'exception d'un seul, qui l'a emprisonné. Adrianna lui dit alors que ce n'est pas de son tombeau qu'elle l'a libéré, mais de sa prison. Elle lui apprend que la statue a été créée pour symboliser l'espoir de voir réapparaître le Champion du Kahndaq.
Au même moment, Ishmael et Karim sont chez Adrianna et Amon arrive, qui a caché dans son sac la Couronne de Sabbac. Lorsqu'Amon dit qu'il a la Couronne, Karim tente de faire croire à Ishmael qu'elle est ailleurs, et de créer une diversion pour permettre à Amon de fuir avec la Couronne. Mais Karim se fait blesser par Ishmael. Amon téléphone à sa mère et lui dit qu'Ishmael veut la Couronne et qu'Intergang a débarqué dans l'immeuble. Adrianna demande à Teth-Adam de sauver son fils. Ce dernier se fait enlever par Ishmael. La Justice Society intervient pour aider Teth-Adam à trouver Amon. Mais par une diversion faite par Ishmael, ils échouent à le retrouver. Plus tard, à bord du Hawk Cruiser, Cyclone soigne Karim. Après avoir interrogé deux hommes d'Intergang. Ils apprennent qu'Ishmael détient Amon dans la mine d'Al Hadidiyah, au pied des montagnes du désert. C'est alors que Hawkman ne veut pas poursuivre aux côtés de Teth-Adam, car ce dernier ne peut s'empêcher de tuer les criminels. Après plusieurs provocations, ils se mettent à combattre. Ils finissent tous les deux dans la chambre d'Amon et tombent par hasard sur la cachette de la Couronne de Sabbac. Ils se rendent tous à Al Hadidiyah. Mais Teth-Adam est le premier à se rendre sur place. Il élimine les défenses extérieures d'Intergang. Une fois tous à l'intérieur, Ishmael tente de négocier la vie d'Amon en échange de la Couronne. Contre l'avis de la Justice Society, Adrianna lui remet volontairement la Couronne pour ne pas perdre son fils comme elle a déjà perdu son mari. Ishmael les remercie d'avoir rendu la Couronne à son propriétaire légitime, car il se révèle être le dernier descendant du roi Ahk-Ton. Il a l'intention de devenir le prochain souverain du Kahndaq grâce à la Couronne. Ishmael révèle que Teth-Adam avait pleuré à la mort de Hurut. Il lui demande s'il pleurera également pour la mort d'Amon. Il dit que la mort est la seule voie qui mène à la vie et tire ensuite sur le fils d'Adrianna. Teth-Adam arrête la balle et Ishmael se met la Couronne. Teth-Adam perd le contrôle et détruit les lieux avec ses pouvoirs. Ishmael meurt et Amon est blessé.
Culpabilisé, Teth-Adam retourne au palais et révèle à Hawkman que Hurut était le véritable Champion du Kahndaq, mais également son fils. Les Sorciers avaient décidé de faire de lui leur champion. Après plusieurs défaites face à Hurut, Ahk-Ton envoya des assassins pour exécuter la mère et le père de son ennemi. Hurut retourna chez lui et trouva son père encore en vie. Plutôt que d'affronter le roi, plutôt que de sauver le Kahndaq, celui que Hurut choisit de sauver fut son père. Teth-Adam hérita des pouvoirs de Shazam. Hurut redevint mortel et les assassins d'Ahk-Ton l'ont immédiatement tué. Teth-Adam estime que les pouvoirs dont il a hérité n'ont pas été un don, mais une malédiction. Ils ont été nourris de sa rage. Hawkman en conclut que ce n'est pas lui que la statue représente, mais Hurut. Son fils rêvait d'un monde meilleur, c'est pour cela qu'il l'a sauvé. Se sentant incapable de devenir un héros, Teth-Adam prononce Shazam et se rend à la Justice Society. L'équipe le place sur une civière et l'emmène dans une base secrète de la Force Spéciale X, en Antarctique, cachée au fond de l'eau. Sur place, Hawkman et Fate sont reçus par Emilia Harcourt et quelques soldats de l'ARGUS. Pour empêcher Teth-Adam de retrouver ses pouvoirs, il est maintenu en état de biostase et enfermé dans une capsule immergée dans l'eau, l’empêchant de parler. Il est placé près d'autres capsules contenant des super-vilains qui furent capturés par l'ARGUS.
Alors que la Justice Society retourne au Kahndaq, Adrianna se demande pourquoi Ishmael a prononcé l'inscription contraire de la Couronne. Soudain, elle se rappelle que selon la mythologie du Kahndaq, le sort réservé à l'âme des damnés est de rejoindre le Rocher de la Finalité. Le monde des Enfers est le miroir de celui des vivants. En retournant la Couronne et les lettres, elle retrouve les mots prononcés par Ishmael. C'est pour cette raison qu'Ishmael a intentionnellement provoqué Teth-Adam pour le tuer, car les pouvoirs magiques du Champion l'enverraient au Rocher de la Finalité. Au même moment, au Rocher, les six démons se présentent devant Ishmael. Ils lui disent que les Sorciers ont leur champion est que désormais ils ont le leur. Ils lui promettent qu'il s'emparera du trône du Kahndaq et lâchera les Légions de l'Enfer sur Terre. Ils lui demandent ensuite de proclamer leur nom. Il prononce alors Sabbac et hérite des pouvoirs des six démons. La Couronne disparaît. Ishmael revient dans le monde des vivants sous la forme de Sabbac et se dirige vers le palais. La Justice Society tente en vain d'empêcher Sabbac d'atteindre le trône. Fate crée un champ de force magique autour du palais empêchant ses coéquipiers d'entrer, révélant que la mort de Hawkman peut être évitée grâce à son sacrifice. Alors qu'il combat Sabbac seul, celui-ci rétorque qu'aucun être ne peut le vaincre. Fate communique alors par télépathie avec Teth-Adam. Il l'informe que la bataille que son fils devait mener est maintenant engagée et que lui seul peut triompher du Champion des Enfers. Il utilise ensuite la projection astrale pour libérer Teth-Adam de sa cellule. Fate continue à l'encourager, en lui disant que bien qu'il pense ne pas mériter le titre de champion, le destin ne se trompe jamais, tout comme son fils ne s'est pas trompé. Il lui avoue que la Justice Society l'avait mal jugé, car parfois le monde n'a pas besoin d'un chevalier blanc, mais d'un héros qui a sa part d'ombre. Il lui demande de ne pas les abandonner, le monde ayant besoin de lui. Bien que des soldats tentent d'arrêter Teth-Adam, il les affronte et réussit à s'échapper de la prison. Pendant ce temps, Sabbac affaiblit Fate, ce qui dissout le champ de force. Hawkman, Atom Smasher et Cyclone entrent immédiatement pour sauver Fate. Mais Sabbac tue Fate et s'installe sur le trône. Après cela, il fait venir les Légions de l'Enfer au Kahndaq. Au même moment, Teth-Adam flotte dans les eaux et une fois à la surface, il prononce Shazam. Hawkman combat seul Sabbac, mais il ne fait pas le poids. Voyant que le peuple du Kahndaq se dresse contre lui, Sabbac fait tomber la statue sur eux. Elle est stoppée par Teth-Adam, revêtu d'une nouvelle tenue. Les deux champions s'affrontent.
Le peuple est rallié par Amon, Adrianna et Karim pour repousser les légions. Atom Smasher et Cyclone aident à protéger les civils. Avec l'aide de Hawkman, utilisant le casque de Fate, Teth-Adam tue Sabbac en le coupant en deux. Avec la mort de ce dernier, les légions disparaissent. Plus tard, la Justice Society, Adrianna, Amon, Karim et Teth-Adam se réunissent au palais. Avant de partir avec le reste de la Justice Society, Hawkman met en garde Teth-Adam que sa justice expéditive peut finir par noircir son âme. Adrianna rétorque que c'est cette noirceur en lui qui lui permet d'accomplir ce que n'accompliront jamais les héros du genre de Hawkman. À l'extérieur, les habitants du Kahndaq acclament le Champion et Adrianna suggère à Teth-Adam qu'il pourrait les guider. Il s'installe sur le trône, mais s'y sentant mal, il le détruit. Amon lui demande s'il va enfin accepter d'être le héros du Kahndaq. Mais selon Teth-Adam, le Kahndaq a toujours eu ses héros, même maintenant, ce dont il a besoin c'est d'un protecteur. Il adopte ainsi un nouveau nom : Black Adam.
Scène inter-générique
Durant la nuit, au palais du roi Ahk-Ton, un drone arrive et envoie une projection holographique d'Amanda Waller devant Black Adam. Elle se présente et le félicite pour avoir réussi à attirer son attention. Elle l'avertit que puisqu'il ne veut pas rester dans sa prison, le Kahndaq sera la sienne. Elle ajoute que s'il osait sortir du Kahndaq, il n'aurait pas le temps de le regretter. Black Adam se moque d'elle, en lui disant qu'il n'y a pas un être sur cette planète capable de l'arrêter. Waller lui répond simplement qu'elle pourrait demander un service à des êtres qui ne sont pas de cette planète. Black Adam finit la discussion en la mettant au défi d'essayer et en détruisant le drone. C'est alors qu'apparaît Superman, déclarant que ça faisait longtemps que personne n'avait mis le monde à ce point sur les nerfs (en faisant référence à la controverse dont il faisait lui-même l'objet autrefois), et suggère qu'ils devraient discuter.

## Fiche technique
Sauf indication contraire, les informations mentionnées dans cette section peuvent être confirmées par les bases de données cinématographiques IMDb et Allociné,  présentes dans la section « Liens externes ».
- Titre original : Black Adam
- Réalisation : Jaume Collet-Serra
- Scénario : Adam Sztykiel, Rory Haines et Sohrab Noshirvani, d'après le personnage créé par Otto Binder et C. C. Beck
- Direction artistique : Beat Frutiger
- Décors : Tom Meyer
- Costumes : Kurt and Bart
- Photographie : Lawrence Sher
- Montage : John Lee et Michael L. Sale
- Musique : Lorne Balfe
- Production : Beau Flynn, Dany Garcia, Hiram Garcia,
- Production déléguée : Dwayne Johnson et Scott Sheldon
- Sociétés de production : DC Films, New Line Cinema, Seven Bucks Productions et FlynnPictureCo.
- Société de distribution : Warner Bros.
- Budget : 185 000 000 $[3]
- Pays de production :  États-Unis| Médias externes |                                                                   |
| Images          |                                                                   |
|                 | Affiche du film sur le site Allociné                              |
| Vidéos          |                                                                   |
|                 | Bande-annonce 1, VFF sur le compte YouTube de Warner Bros. France |
|                 | Bande-annonce 2, VFF sur le compte YouTube de Warner Bros. France |
- Langue originale : anglais
- Format : couleur
- Genre : super-héros, fantastique, action
- Durée : 124 minutes
- Dates de sortie[4] :
  - France : 19 octobre 2022
  - États-Unis : 21 octobre 2022

## Distribution
- Dwayne Johnson (VF : David Krüger ; VQ : Benoît Rousseau) : Teth-Adam / Black Adam
- Sarah Shahi (VF : Charlotte Marin ; VQ : Sofia Blondin) : Adrianna Tomaz
- Pierce Brosnan (VF : Emmanuel Jacomy ; VQ : Daniel Picard) : Kent Nelson / Doctor Fate
- Aldis Hodge (VF : Jean-Baptiste Anoumon ; VQ : Martin Desgagné) : Carter Hall / Hawkman
- Noah Centineo (VF : Arnaud Laurent ; VQ : Alexandre Bacon) : Al Rothstein / Atom Smasher
- Quintessa Swindell (en) (VF : Mélissa Berard ; VQ : Érika Gagné) : Maxine Hunkel / Cyclone
- Marwan Kenzari (VF : Mhamed Arezki ; VQ : Maël Davan-Soulas) : Ishmael Gregor / Sabbac
- Bodhi Sabongui (VF : Andrea Santamaria ; VQ : Adam Moussamih) : Amon Tomaz
- Mohammed Amer (VF : Fabrice Lelyon ; VQ : Frédéric Desager) : Karim
- Djimon Hounsou : le sorcier Shazam (en)
- Viola Davis (VF : Maïk Darah ; VQ : Johanne Garneau) : Amanda Waller
- Uli Latukefu (en) : Hurut / Shazam
- Jennifer Holland (VF : Marie Chevalot) : Emilia Harcourt
- Henry Winkler (VF : Michel Mella ; VQ : Alain Zouvi) : Oncle Al, le premier Atom Smasher (caméo)
- Henry Cavill (VF : Adrien Antoine ; VQ : Patrice Dubois) : Clark Kent / Superman[5] (caméo, scène inter-générique)

Version française
- Studio de doublage : Dubbing Brothers
- Direction artistique : Jean-Philippe Puymartin
- Adaptation : Philippe Sarrazin

Source : carton de doublage à la fin du film.

## Production

### Genèse et développement
Dans les années 2000, New Line Cinema développe un film sur le personnage Captain Marvel (rebaptisé Shazam par la suite pour éviter la confusion avec le personnage Marvel homonyme). Peter Segal est engagé comme réalisateur en avril 2006. L'acteur Dwayne Johnson est ensuite contacté pour incarner Captain Marvel. En novembre 2007, Dwayne Johnson avoue être également intéressé par le rôle de l'antagoniste principal, Black Adam, et certains fans lui font des retours positifs sur cette idée. Cependant le projet est à l'arrêt dès janvier 2009. Il est relancé en avril 2014 par Warner Bros. (société-mère de New Line) et DC dans le cadre de l'univers cinématographique DC. En août 2014, Dwayne Johnson déclare être toujours lié au projet mais qu'il n'a pas encore décidé s'il incarnera Captain Marvel ou Black Adam. Un mois plus tard, Dwayne Johnson annonce qu'il veut interpréter Black Adam.
En janvier 2017, Dwayne Johnson rencontre Geoff Johns — alors chief creative officer de DC Entertainment — pour discuter du projet. Il est décidé que deux films seront finalement produits : un film solo sur le héros Captain Marvel (Shazam!, finalement sorti en 2019) et un film Black Adam avec Dwayne Johnson en antihéros. L'acteur précise ensuite que les personnages devraient ensuite se croiser dans le futur. Geoff Johns annonce en juillet 2017 que Dwayne Johnson devrait apparaître dans Shazam!.
En octobre 2017, Adam Sztykiel est engagé pour écrire le scénario de Black Adam. Dwayne Johnson sera également l'un des producteurs,. Black Adam est alors également évoqué pour apparaître dans la suite de Suicide Squad (2016), que doit alors réaliser Gavin O'Connor. Cette idée sera abandonnée lorsque Gavin O'Connor quitte le projet en 2018. Adam Sztykiel achève la première ébauche du scénario de Black Adam en avril 2018. En décembre 2018, Dwayne Johnson annonce que le tournage débutera fin 2019.
Après le succès de Shazam! (2019), dans lequel Black Adam n'apparait finalement pas, le film Black Adam devient la priorité de New Line. En juin 2019, Jaume Collet-Serra est en négociation pour réaliser le film après avoir impressionné Dwayne Johnson lors du tournage de Jungle Cruise (2021). Il est ensuite révélé que Shazam n'apparaitra pas dans le film mais que des membres de la Société de justice d'Amérique y seront introduits.
En avril 2020, Dwayne Johnson révèle que le début du tournage est repoussé du fait de la pandémie de Covid-19 et qu'un nouveau planning est à l'étude pour des prises de vues débutant en août ou septembre de la même année. En juillet 2020, le tournage est cette fois annoncé pour 2021. Lors du DC FanDome d'août 2020, Dwayne Johnson révèle la présence de plusieurs autres membres de la Société de justice d'Amérique : Hawkman, Doctor Fate et Cyclone. Il ajoute que Hawkgirl devait initialement être présente, mais pour des raisons non précisées le personnage ne peut être utilisé et est remplacé par Cyclone. Il est ensuite annoncé, en septembre 2020, qu'une nouvelle version du script est écrite par Rory Haines et Sohrab Noshirvani.

### Attribution des rôles
En juillet 2020, Noah Centineo est confirmé dans le rôle d'Atom Smasher. En septembre 2020, Aldis Hodge est annoncé pour interpréter Hawkman.
En octobre 2020, Sarah Shahi obtient le rôle d'Adrianna Tomaz. Quintessa Swindell (en) est confirmé dans le rôle de Cyclone. Marwan Kenzari rejoint ensuite le film en février 2021. Pierce Brosnan est confirmé dans le rôle du Doctor Fate le mois suivant.
Fin avril 2021, l'acteur australien Uli Latukefu (en) rejoint la distribution.

### Tournage
Le tournage devait débuter initialement en juillet 2020 mais est repoussé en raison de la pandémie de Covid-19,. Il débute finalement le 9 avril 2021 à Atlanta,.

## Accueil

### Accueil critique
Dans le monde anglo-saxon, le film reçoit la note de 39 %, pour 241 critiques, de la part de l'agrégateur Rotten Tomatoes. Le site Metacritic donne la note de 41⁄100, pour 50 critiques. En France, le site Allociné donne une moyenne de 2,0⁄5, après avoir recensé 9 critiques de presse.
La critique presse se montre plutôt négative à l'égard du film. Pour la critique Caroline Vié de 20 Minutes, « ce film spectaculaire mérite vraiment d’être dégusté sur grand écran. ». Pour la critique, le film obéit au scénario classique du blockbuster de cette facture, mais reste un film à voir, déjà pour son acteur principal, mais également pour la baston « quasi non-stop ». De plus, le film n'ayant pas été projeté en avant-première, la critique a pu vivre « l'expérience collective » induite par son visionnage grand public. La scène post-générique, devenue un classique pour les films de super-héros, constitue un atout pour le film selon elle, au point qu'elle a « failli perdre définitivement l’ouïe au moment de la séquence (...) qui réserve une surprise de taille. ».
Pour Simon Riaux du site Écran Large, il s'agit bien là d'une « comédie familiale lardée de gags et porteuse de valeurs familiales de son temps », qui plus est, « la plus aboutie à ce jour ». Côté scénario, « pas de temps mort ni de sous-intrigues inutiles, le scénario assumant son état gazeux pour mieux laisser libre court à l’action ». Du côté de la photographie et de l'esthétique, la critique parle du réalisateur comme d'un « faiseur sans style et copiste sans idée » à l'« esthétique pillée chez la concurrence super-héroïque ». Pour autant, le critique avance « un respect du spectateur » : « doublures numériques, incrustation et effets de particule sont presque systématiquement maîtrisés ». Le critique parle également des ambitions politiques du long-métrage « aussi louables sur le papier qu’irresponsables et idiotes dans leur mise en pratique ».
La presse retient globalement les faiblesses du scénario, déjà vu chez bon nombre de concurrent, et une maitrise relative de la mise en scène, bien que les effets spéciaux soient une exception. Ainsi, pour Première, « Réalisé sans beaucoup d’originalité, mais avec un certain savoir-faire, bardé d’effets spéciaux et de scènes apocalyptiques déjà vues, Black Adam ne révolutionnera rien, se contentant d’offrir la promesse (standardisée et de saison) de blockbuster superhéroïque. ».
Pour France Info Culture, le « pari est globalement raté par le réalisateur Jaume Collet-Serra, qui a préféré un déluge d'effets spéciaux à une introspection de son anti-héros. ».
Le critique Thomas Sotinel du Monde est l'un des rares à ne pas apprécier les effets spéciaux du film : « les effets spéciaux curieusement désuets, la laideur de l’image et des décors et, surtout, le manque d’imagination des acteurs, à commencer par le premier d’entre eux, granitique de bout en bout, exacerbent encore l’impression de contrefaçon ratée. ».
Pour la critique du Journal du Geek, celle-ci se révèle très incisive en concluant que « grâce à sa star impliquée et son rythme soutenu Black Adam est un bel écrin. Dommage qu'il soit vide. Le film n'a qu'un objectif : nous empêcher de réfléchir deux secondes à ce qu'il veut nous dire, tout simplement parce qu'il n'en a lui-même aucune idée. ».

### Box-office
| Pays ou région        | Box-office        | Date d'arrêt du box-office | Nombre de semaines |
| --------------------- | ----------------- | -------------------------- | ------------------ |
| France                | 2 071 225 entrées | 1er février 2023           | 15                 |
| Canada États-Unis     | 168 152 111 $     | 12 janvier 2023            | 12                 |
| Total hors États-Unis | +224 800 000, USD | -                          | -                  |
| Total mondial         | +392 952 111, USD | -                          | -                  |

#### Amérique du nord
En Amérique du Nord, Black Adam fait un démarrage à 26 800 000 $ pour le premier jour de sa sortie. Pour son premier week-end d'exploitation, il totalise dans les 67 000 000 $ en étant premier du box-office nord-américain. Le week-end suivant, et bien qu'il ait perdu plus de la moitié de ses spectateurs, Black Adam demeure en tête du box-office avec 27 700 333 $ de recette supplémentaire. Dans le contexte d'Halloween, il réussit à dépasser les films d'horreurs et d'épouvantes. Pour son troisième week-end d'exploitation en Amérique du nord, Black Adam conserve la pole position avec près de 18 520 000 $, devant One Piece Film: Red (9 475 000 $).

#### France
En France, pour le premier jour de sa sortie, Black Adam réalise 93 068 entrées pour 710 copies. Ce score lui permet d'être en tête du box-office des nouveautés devant Le Pharaon, le Sauvage et la Princesse (43 138) et Le Nouveau Jouet (36 082). Au bout d'une première semaine d'exploitation, le film cumule 713 308 entrées, devant Novembre (713 308). Pour sa seconde semaine, Black Adam reste en première place avec 657 103 entrées devant Novembre (387 124). Pour sa troisième semaine, il reste en pole position du box-office avec 400 433 entrées devant le thriller français Mascarade et ses 295 895 entrées. En quatrième semaine, le long-métrage réalise 151 174 entrées supplémentaires, pour figurer sixième du box-office, derrière la nouveauté Armageddon Time (155 547) et devant Novembre (142 962).